# La señora (telenovela de 1969)
La señora es una serie de televisión de Canal 13 emitida en el año 1969. Está basada en "El caso de la señora estupenda".

## Ficha Técnica
- Creador: Miguel Mihura
- Adaptación: José Antonio Garrido
- Guion: José Antonio Garrido
- Director: José Caviedes

## Trama
Marianela (Carmen Barros) es una mujer de mediana edad, que tras ser piropeada por Carlos (Alberto Rodríguez), se cree una mujer bella, la más hermosa del mundo. Tanto ha llegado a autoproclamarse, que Ignacio (Héctor Duvauchelle) publica su historia en el periódico, y el título que le pone es "La señora estupenda", los medios de comunicación lentamente la comienzan a nombrar, hasta que se convierte en la persona más conocida de Chile.
Aparte de los tres personajes, hay otros que le dan el toque de humor a la historia.

## Elenco
- Carmen Barros como Marianela.
- Alberto Rodríguez como Carlos.
- Héctor Duvauchelle como Ignacio.
- Yoya Martínez como ?
- Eliana Vidal como ?
- Sara Astica como ?
- Mario Montilles como ?
- Mario Rebolledo como ?
- Lila Mayo como ?
- Armando Fenoglio como ?